# 老子化胡經
'化胡經'這個名稱是道教曾經推崇的一系列宣揚化胡説的教典的总称，當中最具代表性的是宣揚老子化胡説的《老子化胡經》，其作者身份不明，它在東晉帝國統治時期成書，直至大唐帝國統治時期，已經增益至十卷。該教典宣稱 老聃及其弟子尹喜到胡王所統治的國家的國土上教化胡人，老聃告訴胡王 他可以崇信後來被稱為佛的尹喜，後者創立了佛家。
历史上该系列教典一直是“佛道論争”的焦点之一，所涉及的核心问题主要有“老子何時誕生”、“老子如何化胡”及“老子为何要化胡”等等。该説法聲稱佛教源自于老聃的思想，故此其与道教同源。另一方面, 漢傳佛教的不少僧加曾經提出“三圣東行説”等一些説法作为回應，三圣東行説聲稱釋尊瞿曇派儒童菩萨、迦叶菩萨及光净菩萨分別投生為孔丘、老聃及顏回以在中原傳法，佛教也以另一種方式解釋了化胡説以支持三圣東行説，但與道教相比，佛教的信奉者在提出三圣東行説時，沒有像道教的信奉者把胡人描述為兇殘的蠻人那樣貶損漢人，也沒有表現出道教的信奉者所表現出來的那種偏激的仇外心態和狡隘的宗教情緒，顯示佛教的信奉者在這方面上的態度比較謹慎。
古時已有對於《化胡經》的內容的真確性的質疑。生活在北周帝國統治時期的歷算家甄鸞郡守曾經在其作品《笑道論》中聲稱《化胡經》等道教的不少教典的內容有許多與別的教典的內容相矛盾之處、與史實不符之處、思想方面上不及佛教教義之處、可疑之處及荒唐之處等等。一些學者表示他們認為《化胡經》是偽典，理由是直到四世紀初才有關於它的歷史記載。

## 演變

### 起源
自東漢帝國統治時期起，即有老子化夷説流傳。
《史记·老子韩非列传》曾载有老子西行的相關传説：
老子修道德，其学以自隐无名为务。居周久之，见周之衰，乃遂去。至关，关令尹喜曰：“子将隐矣，强为我著书。”于是老子乃著书上下篇，言道德之意五千余言，而去，莫知其所终。
儘管如此，不过关于老聃出关後“莫知其所终”一事的记载与佛教之間并无瓜葛，但后来有人将其与佛教搭上关系。《後漢書·襄楷傳》宣稱：「或言，老子入夷狄为浮屠。浮屠不三宿桑下，不欲久生恩愛，精之至也。天神遺以好女，浮屠曰：此但革囊盛血，遂不眄之。其守一如此，乃能成道。」这段文字從老聃出关後不知所终一説，衍生出了老聃出关後在天竺成為了釋尊並创立了佛家一説，是為老子化胡説。

### 成書
約在東晉帝國統治時期，首部《化胡經》成書，其被稱為《老子化胡經》，據説它是由生活在西晉帝國統治時期的道教祭酒王浮道士托名老聃所撰寫的。在東晉帝國統治末年，竺道祖的作品《晉世雜錄》記載稱：「道士王浮每與沙門帛遠抗論，王浮屢屈焉，遂改換《西域傳》為《化胡經》，言喜與聃化胡作佛，佛起於此。」生活在南齊帝國統治時期的裴子野的作品《高僧傳》及生活在蕭梁帝國統治時期的慧皎的作品《高僧傳》都提出了類似的説法。

### 發展
在南北朝時期，宣揚化胡説的教典不只一本，其中一本被稱為《化胡消冰經》（又稱《老子消冰經》），也有一本被稱為《文始先生無上真人關令尹喜內傳》。在六朝末期，《太上靈寶老子化胡妙經》成書。
《文始先生無上真人關令尹喜內傳》等在南北朝時期出現的典籍宣稱，老聃在周幽王統治時期打算通過函關離開該地，但被尹喜強留，後者請求他撰寫書籍，後來老聃與尹喜相約要在成都青羊肆見面，兩人見面之後，老聃正式收尹喜為弟子，兩人一同西去以教化胡人，他們隱居於罽賓國山中，遇見正在狩獵的胡王，胡王初時向老聃問道，但之後欲加害老聃，與老聃比賽設廚會，又火燒和水沉老聃，但都不能毀傷老聃，最後他表示信服，老聃正式向胡王傳法，胡王率全國男女剔除鬢髮，虔誠受道，老聃告訴胡人他們可以崇信尹喜所化為的佛陀，因而開創了佛教，老聃弘法後遂東遊還國。

## 爭端及論戰
自魏晋時期起，佛教实力不断增強，佛道之争开始浮现并趋于尖锐化，其以《老子化胡经》成书一事为标志。
佛教方面宣稱道士王浮偽托老聃的名字撰寫了《老子化胡经》，並且宣稱這件事情是道教最先用老子化胡说来贬低佛教的地位一事的标志。此说最早見於生活在蕭梁帝國統治時期的僧祐的作品《出三藏记集》卷十五〈法祖传〉：
后少时有一人，姓李名通，死而更苏，云：见祖法师在阎罗王处，为王讲《首楞严经》，云：「讲竟应往忉利天。」又见祭酒王浮，一云道士基公，次被锁械，求祖忏悔。昔祖平素之日，与浮每争邪正，浮屡屈，既意不自忍，乃作《老子化胡经》，以谤佛法，殃有所归，故死方思悔。
《老子西升化胡經》被認為是由王浮所撰寫的，當時只有一卷，後來逐漸被增至十卷，根據不同的史料上的相關記載，這本教典也被稱為《老子化胡成佛經》或《明威化胡經》，歷朝以來曾經出現多個傳本，其內容並不一樣，在元朝時期，朝廷先後四次下令禁斷道書，這本教典被列在焚燬之列之首，自此亡佚。

### 南北朝時期
在南朝劉宋帝國統治时期，顾欢撰寫了《夷夏论》以贬損佛教，佛道二教互争短长，展开了所谓的“ 夷夏之争” ，顾欢在《夷夏论》 中利用老子化胡説來贬低佛教的地位，而佛教徒在批驳相關説法時也提及了宣稱釋迦文佛化為老聃的教典， 顯示佛教方面在《老子化胡经》出现之后，也創作了类似的伪典作為對道教方面的行為的回應。
北魏孝明帝正光元年，召佛道兩教的僧徒入殿，侍中刘腾宣勅，命令一眾法师与道士对论，清道馆道士姜斌同融觉寺沙门昙无最对阵，就老子与释迦文佛的出生谁先谁后這個問題互相爭辯，道士姜斌引用了《老子开天经》的經文，聲稱老聃生于东周周定王三年，即公元前604年，而沙门昙无最引用了《周书异记》及《汉法本内传》的內容，聲稱釋尊生于西周周昭王二十四年，即公元前1029年，根據這一説法，如果把兩者進行比較，那麼釋尊的出生時間比老聃的出生時間早了四百多年，然而，事實上，无论是道教所認可的《老子开天经》，还是佛教所認可的《周书异记》 、《汉法本内传》，都是双方自行撰寫的伪典，可是孝明帝有意偏袒佛教，其只查看《老子开天经》的內容有何问题，大臣们也一口咬定“老子止著《五千文》，餘无言说”。

### 隋唐時期
唐高宗於显庆五年八月十八日，敕召除饉静泰及道士李荣入洛宫以進行辩论，高宗詢问道：“老子化胡为佛，此事如何？”静泰回答稱，道教经典除了《老子》、《庄子》之外，其余经典如《灵宝经》、《上清经》、《三皇经》等经，都是后人所寫的，至于王浮伪托老聃的名字創作《老子化胡经》一事，佛教方面早已考证出来，故无须多辩。针对李荣所引《老子序》一書所宣揚的“老子化胡为佛”、“西适流沙”之説，静泰引用《化胡经》的經文“我师释迦文，善入于泥洹”等等，聲稱《化胡经》的內容是前后矛盾的，他還根据《西京杂记》所提出的“老子葬于槐里”一説，否定了老子西出化胡一事的可能性，此後 李榮聲稱佛教教典當中，除《四十二章經》外，其他教典均為偽作，靜泰則批駁稱李榮不了解與佛教有關的譯經史，靜泰聲稱佛教每一本教典上都有關於譯者、翻譯時間及翻譯地點的記載，李榮在論辯中處於下風。
唐696年，除饉惠澄上言請求國家銷毀《老子化胡經》，武后命令官臣商議，最後他們判定《老子化胡經》的內容是真確的，武后於是下令「對定」經本。
開元年間，十卷本《老子化胡經》編集而成，各卷非出一手，書前有託稱曹丕所撰的序。此經卷一添加了兩個唐代新出的傳説：   老聃教化于闐王國國民一説，以及老聃成為摩尼以開創摩尼教一説。此經卷八則是武后統治時期出現的敕定本，此卷宣稱老聃教化罽賓八十一國的國民並降伏九十五種外道。

### 宋元時期
元朝初期，全真派受到大元帝國皇帝所寵信，其势力强大，刊行《老子化胡經》，並且編印了《老君八十一化圖說》，以圖為主，配有文字，宣稱老子代代轉世教化世人，書中老子化胡説的相關內容主要根據《老子化胡經》的內容被繪製，佛教徒對此感到强烈不滿意，元宪宗蒙哥为了平息佛教徒所發出的反對聲浪，曾两次召集佛道兩教的僧尼進行辩论，元宪宗八年（1258年）的論戰是有史以来场面最大、進行时间最久的一次佛道论戰，禅宗弟徒祥迈在元世祖至元二十八年（1291年）奉敕将此事全程纪录，撰寫了《辨伪录》。
宪宗八年七月，蒙哥命忽必烈亲王召请佛道两教居住在各地的僧徒，佛僧有三百多人，道士有二百多人，佛道两教各派出十七名代表，佛教方面以少林寺福裕长老为“头众”，道教方面則以全真道的“权教”张志敬真人为“头众”，双方围绕道教的《老君八十一化图》、《老子化胡经》及其他“谤佛”道书进行辩论，包括儒者在内的所谓“九流名士”来到位於上都的皇宫聚会，参與集会並担任“证义”的丞相、大臣及儒者共二百余人，论辯由忽必烈主持，掌管佛教相關事务的那摩国师、八思巴国师及西蕃国师等人一併到场，在這次论戰中，佛教方面准备充分，紧紧抓住《老師化胡经》的內容是不是由老聃所説的、 甚麼是佛陀、 老聃有沒有到天竺教化胡人、 道士能否在持咒的情況下做到入火不烧、白日上升、摄人返魂、固精久视這些事情等问题去让道士答辩，忽必烈皇帝及八思巴国师也亲自向道士提出质难，道士要麽作出“无答”這種反應，要麼以“不曾闻得”或“不敢持论”作為回應，他們也不敢试验“入火不烧”等道术，最后道士表示他們认输。

## 結果
不同于自成吉思汗即位以來在位的蒙古帝國歷代皇帝，忽必烈笃信佛教而非道教，故此他在论战結束后後下令把《老子化胡经》连同刻版一起焚毁，全真派骤然失宠，聲勢大減，直到忽必烈的继任者鐵穆耳继位，大元帝國皇帝才开始信奉道教，道教因而再度變得辉煌。
儘管元世祖曾經下令打壓全真派，不過他仍然在至元焚經事件結束十一年後下令封贈稱號給全真派的五位祖師，元成宗即位之後，下令解除對於全真派的禁令，全真派的勢力得到重新發展，後來元武宗下令封贈稱號給全真派的五位祖師，全真派得以復興，然而，在這一盛勢之下，全真派的領導層開始把重點放在與達官貴人之間的交往上，全真派朝氣不再，逐漸散發出暮氣。
縱觀歷史，雖然於不同的時期在位的各個皇帝往往各自支持參與論辯的其中一方，但是不論皇帝傾向於哪一方的立場，由於歸根究底，老子化胡説是子虛烏有的，因此道教方面仍然成為了失敗的一方。道教在論爭中慘敗一事迫使道教在日後走入民間，而佛教的勢力日益擴張。道教在明朝開始衰落，影響力減弱，在清朝時期，道教更形衰落，自鴉片戰爭爆發以來，西洋列強開始在中華擴大勢力範圍，西洋思想的影響力被增強，道教進一步衰落，成為了五大宗教之中勢力最弱的一個宗教。

## 存佚
如今各本《化胡經》俱無完帙。《太上靈寶老子化胡妙經》今有以漢文被寫成的敦煌抄本S.2081存世。敦煌抄本中的S.1857以漢文被寫成，其為《老子西昇化胡經》的序言及第一卷。十卷本《老子化胡經》的敦煌抄本中存有其中四卷：卷一、卷二、卷八及卷十，它以漢文被寫成並被保存在《大正新脩大藏經》外教部中，其為2139號抄本。